# Alveolados
Os alveolados (Alveolata) são um grupo natural de organismos eucariontes,  pertencente ao super-grupo SAR. Os alveolados representam um diverso grupo de microrganismos eucarióticos caracterizados por uma apomorfia ultraestrutural: logo abaixo da membrana celular, apresentam uma camada de alvéolos corticais, ou seja, uma série de sáculos membranosos que conferem maior resistência mecânica à célula (os chamados "Alvéolos") .
O grupo foi estabelecido na década de 1980 a partir de evidências microscópicas e corroborado por dados genéticos na década de 1990. Na década de 2000, análises filogenômicas trouxeram um reforço ainda maior para a monofilia do grupo. Os Alveolata são amplamente aceitos como monofiléticos e representam um dos principais e mais bem estudados grupos de organismos eucarióticos.
De acordo com a hipótese Chromoalveolata, os alveolados pertenceriam a uma das linhagens de unicelulares que se diversificaram a partir do processo de endossimbiose secundária com algas vermelhas. A linhagem teria, logo em sua origem, perdido de um dos tipos de pigmentos fotossintetizantes existentes nas algas vermelhas: as ficobiliproteínas. Esta, no entanto, não é a hipótese mais aceita hoje em dia. 
David J. Patterson (1999), em The Diversity of Eukaryotes divide-os em Ciliophoras (protozoário muito comum, com filas de cílios); Apicomplexa (protozoário parasita sem estruturas de locomoção, excepto nos gâmetas); Dinoflagelados (principalmente flagelados marinhos, alguns dos quais apresentam cloroplastos).

## As três grandes linhagens

### 1. Ciliados
São organismos todos heterótrofos. Os ciliados são abundantes em todos os ambientes: água doce, água salgada, solos úmidos. Em geral, são organismos de vida livre, filtradores ou predadores, porém existem linhagens parasitas. Sua principal característica é a presença de numerosos cílios em pelo menos um estágio de seu ciclo de vida, daí o nome do grupo.

### 2. Apicomplexa
No caso dos apicomplexos, houve modificação do cloroplasto e perda dos pigmentos fotossintetizantes, originando uma organela exclusiva do grupo, o apicoplasto. Todos os apicomplexos são parasitas intracelulares obrigatórios. Os apicomplexos ou esporozoários são todos parasitas intracelulares obrigatórios. Receberam esse nome em função da presença de uma elaborada estrutura localizada no polo apical da célula, denominada complexo apical, presente em pelo menos uma das fases do ciclo de vida desses parasitas. Esse complexo é formado por uma série de microtúbulos, por feixes de proteínas especiais e por vesículas secretoras. A função do complexo apical está relacionada com a penetração na célula do organismo hospedeiro.

### 3. Dinoflagelados
Na linhagem que levou aos dinoflagelados, houve o surgimento de um tipo especial de pigmento, a peridinina. Assim, nesses organismos os pigmentos fotossintetizantes são as clorofilas e as peridininas. Apesar de muitos dinoflagelados serem fotossintetizantes, há inúmeras espécies heterotróficas, que perderam os cloroplastos. O nome dinoflagelado deriva do grego dineo (girar), dado em função do modo como muitas espécies se movimentam na água, girando pela ação de dois flagelos: um longitudinal e outro transversal, ambos alojados em sulcos (um longitudinal e outro transversal), que recebem também o nome de cíngulo.

## Endossimbiose em Alveolata
Na década de 1960, Lynn Margulis propõe a teoria da endossimbiose. De forma muito simplificada, a teoria propõe que um ancestral hipotético dos eucariontes fagocitou uma bactéria de vida livre, sem digeri-la. Através de uma respiração aeróbica, essa bactéria conseguia fornecer ATP para seu hospedeiro eucarionte. O hospedeiro, por sua vez, conseguia fornecer abrigo para a bactéria. Dessa forma, criou-se uma associação simbiótica. Além disso, a teoria também propõe que a fagocitose de cianobactérias fotossintetizantes por ancestrais eucariontes ocorreu. Esses dois eventos caracterizam o que é chamado de endossimbiose primária. Mitocôndrias em praticamente todos os eucariotos e cloroplastos em Archaeplastida são resultados sucessivos de eventos de endossimbiose primária.
Um segundo evento de endossimbiose plastidial ocorre independentemente em diversas linhagens. É o fenômeno da endossimbiose secundária. Nestes casos, não há a endossimbiose com uma cianobactéria, mas com alguma alga arqueplastida já fotossintetizante. Este simbionte eucariótico necessariamente vem de uma linhagem em que a endossimbiose primária tenha ocorrido. Isto faz com que os plastídeos de origem secundária tenham marcas genéticas e morfológicas de duas linhagens diferentes. Tais organelas, por exemplo, possuem mais de duas membranas (típicas de cloroplastos primários), e frequentemente apresentam nucleomorfo. Em Alveolata, são encontrados simbiontes secundários sem nucleomorfo com grande afinidade filogenética às algas vermelhas (Archaeplastida: Rhodophyta). Também há evidências de que um gênero de dinoflagelados, Lepidodinium sp., tenha cloroplastos mais aparentados de “algas verdes” (Archaeplastida: Viridiplantae) do que de algas vermelhas. Este, no entanto, é entendido como um caso muito derivado dentro da linhagem. Até hoje, não foram encontrados organismos com dois cloroplastos de origens distintas em Alveolata.

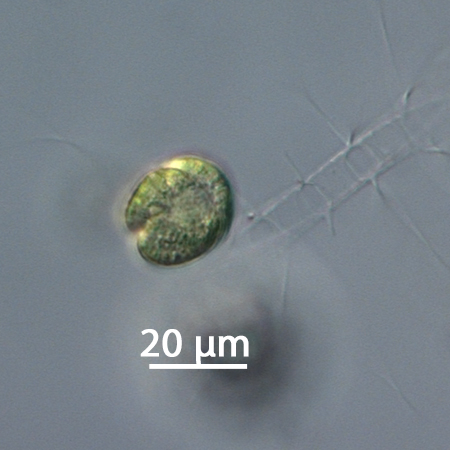
Imagem de microscopia fotônica de um dinoflagelado Lepidodinium chlorophorum, um dos únicos casos de endossimbiose secundário com algas verdes em Dinoflagellata.

A presença de cloroplastos em dinoflagelados, e de uma organela derivada, denominada apicoplasto, em Apicomplexa, sugere que houve pelo menos um evento de endossimbiose envolvendo o último ancestral em comum dos dois grupos. Esta hipótese é cogitada, uma vez que, dentro de Alveolata, Apicomplexa e Dinoflagellata são as duas maiores linhagens-irmãs. Juntamente com Chromerida e Perkinsozoa, o clado é conhecido como Myzozoa. Nessas linhagens, a endossimbiose é secundária, com o simbionte sendo uma alga vermelha. A perda do nucleomorfo no plastídeo em representantes desses grupos é explicada pela transferência de genes do nucleomorfo para o núcleo do hospedeiro. Não há vestígio de plastídeos no genoma de representantes do grupo Ciliata.
Dinoflagelados possuem uma história complexa de endossimbioses sequenciais. Há evidências de que a endossimbiose secundária com uma alga vermelha é plesiomórfica para o grupo. Isso porque, para a maior parte dos dinoflagelados, o plastídeo, quando presente, possui três membranas, não possui nucleomorfo e contém um pigmento bastante característico, conhecido como peridinina. Contudo, em algumas linhagens, parece ter havido a troca do plastídeo ancestral por um outro. Um exemplo é o do gênero Lepidodinium, citado anteriormente. Mas há outros casos notáveis. Em particular, aqueles que caracterizam a endossimbiose terciária dentro da linhagem. Nesses cenários, não há nem endossimbiose com uma cianobactéria, nem com um arqueplastida fotossintetizante, mas com algum outro eucarioto com cloroplasto secundário. Em dinoflagelados, há registros de endossimbiontes terciários de linhagens como diatomáceas, haptofíceas (Haptistia) e criptomônadas (Cryptistia). Em todos esses casos, o núcleo do eucarionte fagocitado está presente, e pode ser bastante grande. Em geral, essas linhagens não retém o plastídeo ancestral mizozoário.

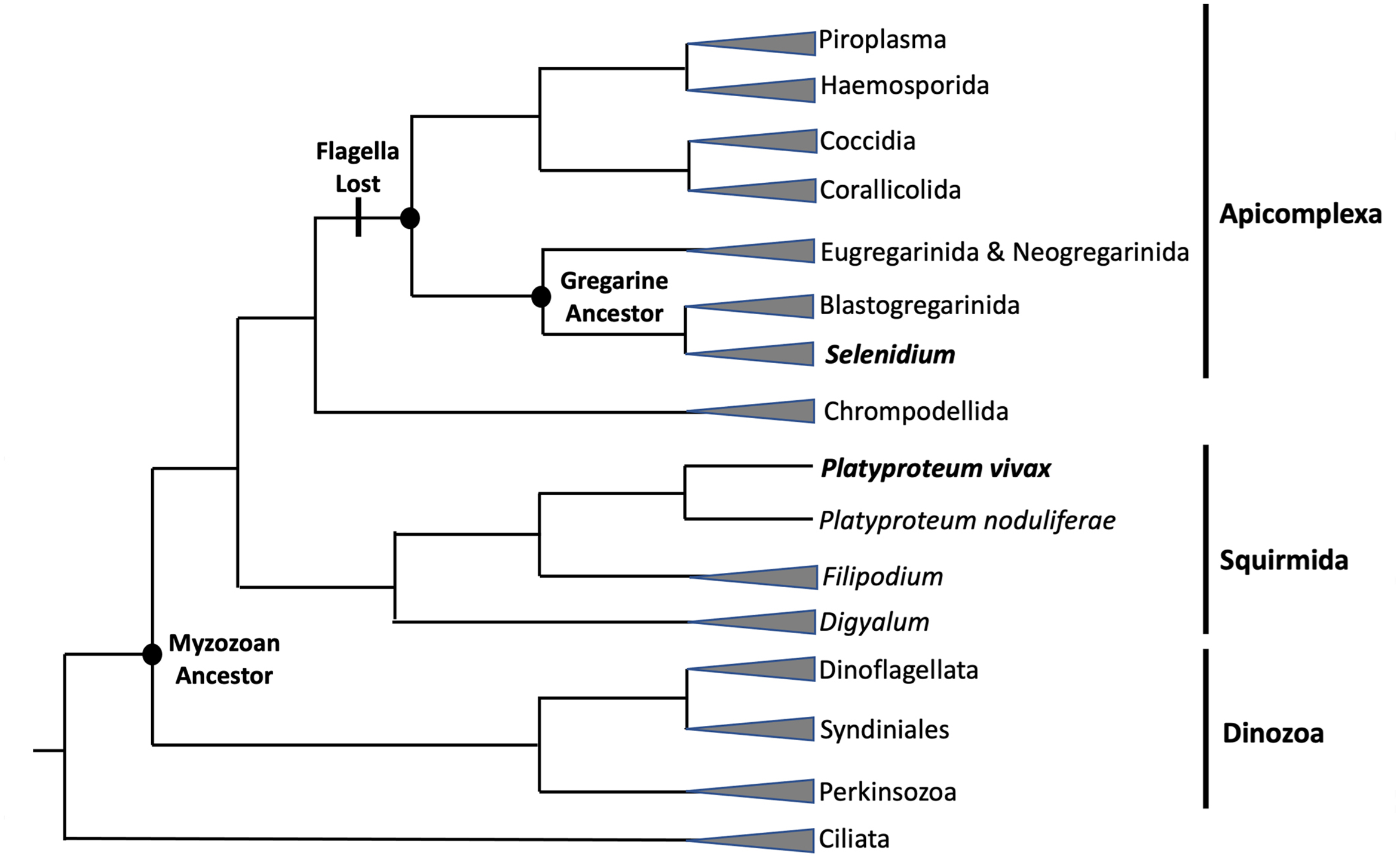
^{Filogenia dos Alveolados. Apicomplexa e Chromerida são grupos irmãos.}

Em Apicomplexa, o cloroplasto se encontra na forma de uma organela denominada apicoplasto. Este apicoplasto contém um pequeno DNA circular que codifica cerca de 50-60 genes. É encontrado em praticamente todos os parasitas pertencentes ao filo Apicomplexa, com a exceção de Cryptosporidium sp. e das gregarinas. Já houve muita controvérsia quanto à homologia entre o apicoplasto e o cloroplasto dos dinoflagelados. Isso porque os genomas dessas organelas são pouco comparáveis, uma vez que ambas são altamente derivadas. Foi apenas em 2008, com a descoberta de Chromera velia (Chromeridophyceae: Alveolata), um táxon fotossintetizante reconstruído como grupo irmão de Apicomplexa, que a questão se resolveu de modo mais certeiro. Atualmente, entende-se que o apicoplasto seja um estado apomórfico de um cloroplasto secundário. De forma resumida, o apicoplasto é um cloroplasto que perdeu sua capacidade de realizar fotossíntese evolutivamente. Sua função está relacionada com a produção de ácidos graxos; precursores de isoprenóides; grupos heme e aglomerados de ferro/enxofre. O evento de endossimbiose secundária que teria dado origem a este plastídeo ancestral teria ocorrido no último ancestral em comum entre Chromera, Dinoflagelata e Apicomplexa.

Esquema de um organismo do grupo Apicomplexa

Finalmente, questão quanto à presença de cloroplastos no último ancestral ciliado ainda é muito debatida. Para alguns, a questão é até mesmo intratável. Isso porque não é trivial distinguir um organismo que teria perdido o cloroplasto de um que nunca o teve em primeiro lugar. A premissa de que uma endossimbiose ancestral deixaria rastros no genoma (footprint genético) e de que estes seriam detectáveis por métodos de comparação molecular é desafiada por organismos com altas taxas de mutação. Esse seria precisamente o caso para os ciliados. Um estudo de 2008, por exemplo, elegeu 27’446 proteínas do genoma macronuclear completo de um ciliado modelo (Tetrahymena thermophila) com potenciais de origem endossimbiótica. A análise filogenômica dessas proteínas resultou em uma exígua soma de 16 proteínas com possíveis afinidades à linhagem Archaeplastida. Levando em consideração o longo tamanho do ramo dos ciliados, essas evidências são, no mínimo, inconclusivas. Uma prova mais definitiva a favor de um ancestral ciliado fotossintetizante, argumentada pelos autores, estaria na descoberta de alguma linhagem basal portadora de cloroplastos. Até agora, no entanto, não há maiores evidências nesse sentido. Se a linhagem realmente perdeu todos os marcadores da endossimbiose ancestral, a questão fica filosòficamente intratável.